# Square Necker
Le square Necker est un espace vert du 15e arrondissement de Paris situé dans le quartier Necker.

## Situation et accès

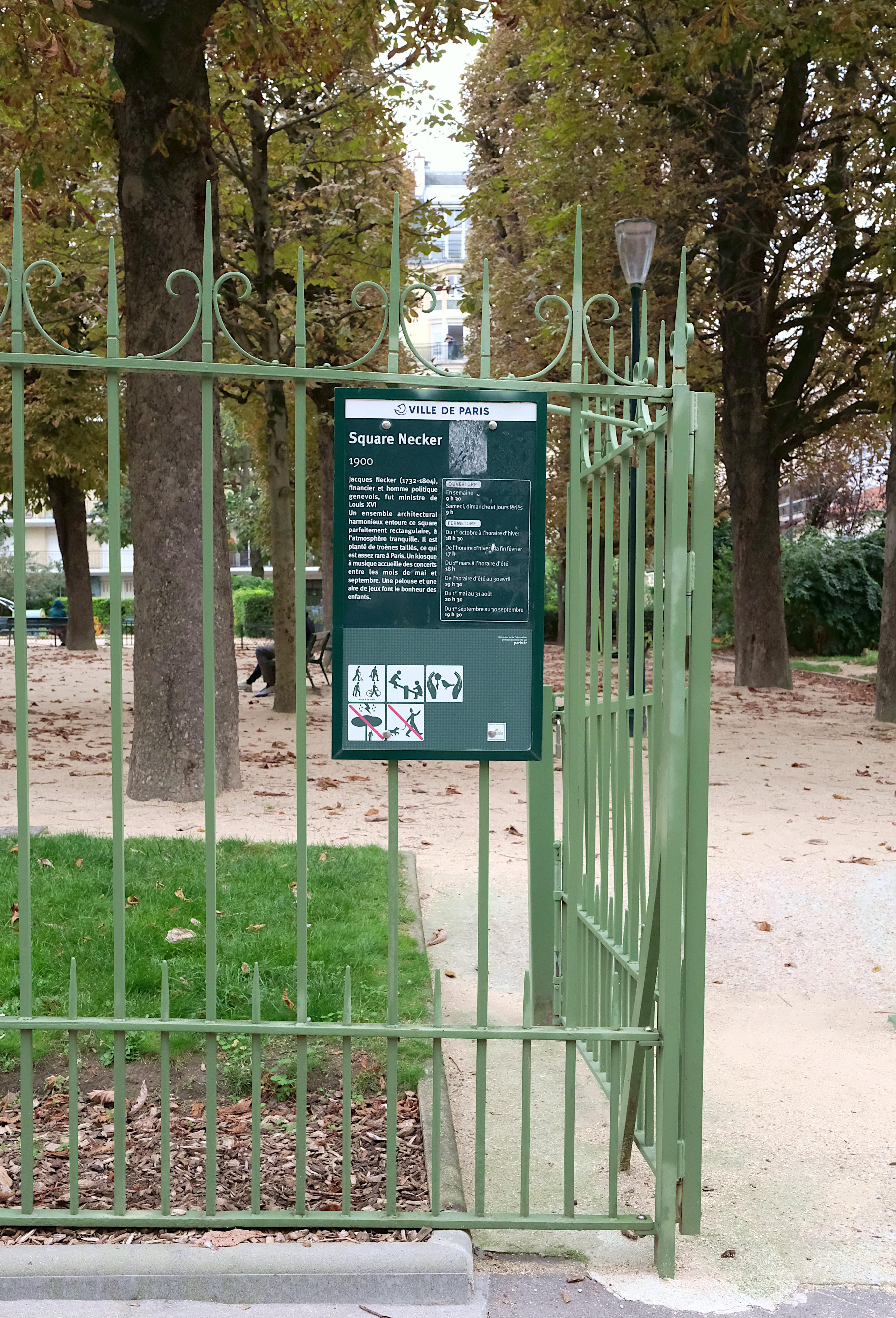
Une des entrées.

Le square occupe tout l'espace compris entre la rue La Quintinie, la rue Bargue, la rue Tessier et la rue de la Procession. Il est accessible par le 1, rue Tessier.
Il est desservi à proximité par la ligne 12 à la station Volontaires.

## Origine du nom
Il porte le nom du financier et homme politique suisse Jacques Necker (1732-1804)

## Historique
Il a été créé en 1900.

## Activités

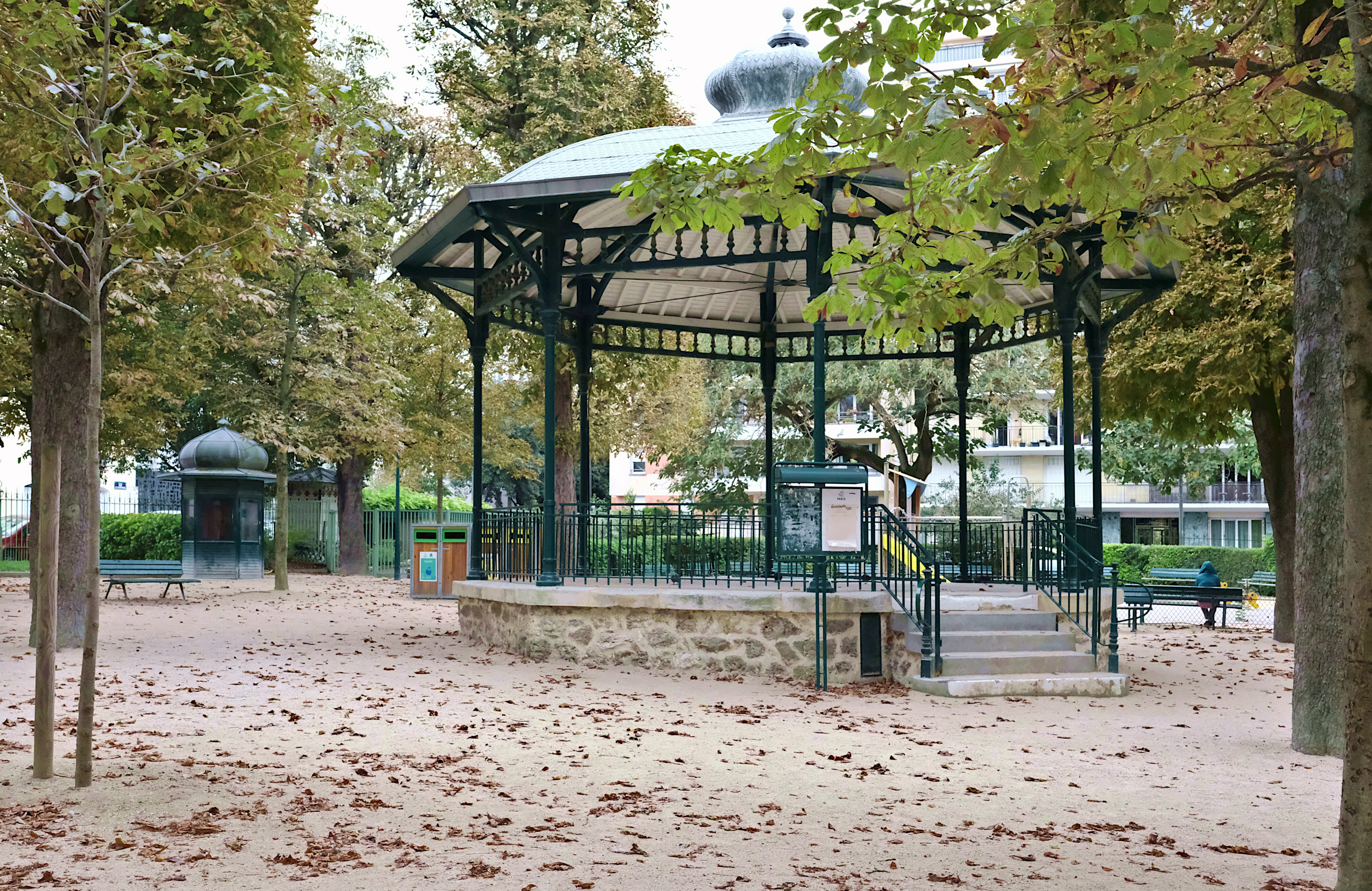
Le kiosque.

- Aire de jeux
- Table de ping-pong
- Kiosque à musique